# Джонстон, Джеймс, 1-й граф Хартфелл
Джеймс Джонстон, 1-й граф Хартфелл (англ. James Johnstone, 1st Earl of Hartfell; 1602 — апрель 1653) — шотландский пэр и роялист.

## Предыстория
Родился в 1602 году. Единственный сын сэра Джеймса Джонстона (ок. 1567—1608), хранителя Западных Пограничных территорий, и его жены Сары Максвелл, сестры Уильяма Максвелла, 5-го лорда Херриса из Терреглса. После убийства его отца Джоном Максвеллом, 9-м лордом Максвеллом, в 1608 году, Джеймс Джонстон в возрасте шести лет унаследовал баронство Ньюби. В 1623 году король Англии Яков I Стюарт смог положить конец вражде между двумя семьями.

## Карьера
На коронации короля Карла I Английского 20 июня 1633 года Джеймс Джонстон был возведен в пэрство Шотландии как лорд Джонстон из Лохвуда. С 1637 года он представлял Ковенантеров при дворе, а в следующем году принял участие в Генеральной ассамблее в Глазго.
Джеймс Джонстон собрал полк во время Второй епископской войны в 1640 году, однако не участвовал в боевых действиях. 8 марта 1643 года он был дополнительно удостоен титулов лорда Джонстона из Лохвуда, Моффатдейла и Эвандейла и графа Хартфелла . Джеймс Джонстон поддерживал короля в гражданской войне в Англии и был заключен в тюрьму в Эдинбургском замке Комитетом по делам поместий в 1644 году. Освободившись в марте 1645 года, он сражался в битве при Килсайте и был взят в плен в ноябре после битвы при Филипхоу. Хотя Джонстон был приговорен к смертной казни в Сент-Эндрюсе, позже он получил помилование . В 1648 году, когда Ингейджеры договор с королем, он был превентивно арестован.

## Семья
29 ноября 1622 года Джеймс Джонстон женился первым браком на леди Маргарет Дуглас, старшей дочери Уильяма Дугласа, 1-го графа Куинсберри (ок. 1582—1640), и Изабель Керр . У Джонстона было шестеро детей от первой жены, четыре дочери и два сына:
- Леди Мэри Джонстон, 1-й муж — сэр Джордж Грэм, 2-й баронет; 2-й муж сэр Джордж Флетчер, 2-й баронет
- Леди Джанет Джонстон, она вышла замуж за Уильям Мюррея, 1-го баронета
- Леди Маргарет Джонстон, жена с 1621 года сэра Роберта Далзелла, 1-го баронета
- Джеймс Джонстон, 1-й граф Аннандейл и Хартфелл (1625 — 17 июля 1672), старший сын и преемник отца
- Полковник достопочтенный Уильям Джонстон (1625—1656)
- Леди Бетия Джонстон.

После её смерти в 1640 году Джеймс Джонстон женился 6 марта 1643 года во второй раз, на Элизабет Джонстон, дочери сэра Сэмюэля Джонстона, 1-го баронета. Она умерла всего несколько лет спустя.
25 февраля 1647 года лорд Хартфелл в третий раз женился на леди Маргарет Гамильтон (5 апреля 1598 — до августа 1652), третьей дочери Томаса Гамильтона, 1-го графа Хаддингтона, в Холирудском аббатстве в Эдинбурге..
Лорд Хартфелл скончался в Лондоне в 1653 году, и его титулы унаследовал его старший сын Уильям Джонстон, 1-й маркиз Аннандейл.